# Кукушка уния
Кукушката уния обхваща две акции на българските първенци в града от 1859 и от 1874 година за сключване на уния с Рим, целящи придобиване на самостоятелен български владика в града.

## Предистория
В 1857 година кукушани поканват за учители Димитър Миладинов, който вече е бил учител там, и Райко Жинзифов, при условие да водят обучението на български език. Същевременно се обръщат към архиепископ Партений Зографски в Цариград да им изпрати написаните и издадени от него учебници. Миладинов приема с възторг и им пише писмо: „...Скачам от радост, като гледам вашия стремеж и любовта ви към майчиния език... Вие първи почвате в Източна Македония да изучавате нашия прадедов език, вие първи ще обезсмъртите в славянската история своето отечество“.
И двамата приемат и за първи път почват да преподават на български език в кукушкото училище. Владиката Мелетий Византийски, против когото кукушани се борят от дълги години, първоначално не оказва противодействие: „те (т.е. кукушаните) да се учат и на български, и на френски, а ако искат и на дяволски – само да ме оставят на мира“ (описание от Райко Жинзифов). Когато обаче в негово присъствие на храмовия празник на манастира „Свети Георги“ учениците започват да пеят и в църквата на български, той влиза в остри пререкания с учителите и заплашва кукушани с афоресване. Жителите обаче продължават борбата за църковнослужение на български и през 1858 година пишат до Зографския манастир в Атон с молба техния манастир да бъде приет под властта на Зографския и в него да се служи на църковнославянски. И наистина на празника „Света Троица“ през същата година светогорски монах извършва черковната служба на родния им език.
Кукушани са повели борба с гръцките владици още от 1839 година, използвайки прогласяването на Гюлханския хатишериф, и тя се ожесточава още повече след Хатихумаюна от 1856 г. Многократно те искат отзоваването на Мелетий и от солунския митрополит, и от цариградския патриарх, протестират и пред Портата, но безрезултатно. Те искат български владика, което е напълно неприемливо за Цариградската патриаршия, поради близостта на Кукуш до македонската столица Солун. Това поражда силно недоволство сред българското население в града и го накарва да търси други начини за борба. Обръщат се и към руския посланик Евгений Новиков за съдействие, но безрезултатно.
Кукушани решават да потърсят покровителството на установените в Солун чужди мисии и на стоящите зад тях Велики сили. Още в края на 1857 година градските първенци начело с Нако Станишев се обръщат към протестантската мисия и започват преговори за защита от фанариотите, но скоро разговорите са прекъснати. Тогава те решават да започнат преговори с мисията на лазаристите, които още от началото са съгласни, срещу признаването на върховенството на папата, с всички искания на кукушани – употреба на български език в училищата и черквите, самостоятелен български владика, защита пред турските власти и патриаршията от страна на Франция. Преговорите продължават през цялата 1858 година и чак до лятото на 1859 година, като това протакане се обяснява само с нежеланието на кукушани да скъсат с православието. През това време те опитват всички възможни средства да постигнат исканията си чрез самата Патриаршия. През 1859 година новият солунски митрополит Неофит се съгласява да махне Мелетий и им е казано да си изберат трима кандидати, един от които щял да бъде назначен за владика. Те избират и предлагат трима, но са измамени – митрополитът прави търг за епархията им (дава я на мезат) и срещу 300 хиляди гроша я спечелва гъркът Яков Платамонски. В своите спомени Васил Манчев свидетелства за многобройните посещения на Нако Станишев заедно с Атанас Кушовалиев, по време на 7-месечния им престой в Цариград начело на кукушка делегация, като пълномощници на кукушкото население, за срещите им ту в руското посолство, ту в патриаршията, за разговори сДраган Цанков. Упоритостта на Гръцката патриаршия и липсата на съдействие на руския посланик ги кара да прибегнат към крайни мерки.

## Първа уния

### Сключване
На 12/22 юли 1859 година под ръководството на Нако Станишев кукушани се обръщат към папа Пий IX с готовност да преминат към католическата църква. В обръщението си до папата кукушани, между които и четирима свещеници, описват недостойното поведение на гръцкото духовенство, престъпленията му спрямо българите и поставят следните условия:
- 1. Желаеме и следователно молим Н. Св. Пия IX да не внася никакво изменение в обредите на нашата църква (обичаи, тържества и богослужение) и в причастието със Св. Тайни, и в положението на нашите свещеници, и в езика, на който ще се четат молитвите в църква, език, който е старобългарски или славянски;
- 2. Нашата епархия ще бъде поверена на един архиепископ, избран съгласно с нашите общи желания, избор, който молим Н. Св. Пий IX да одобри;
- 3. Архиепископът и свещениците, които ще управляват епархията и енориите, трябва да бъдат всички българи;
- 4. Българският език с народните букви и знаци ще бъде всякога главният език и основа на обучението на младежта.[6]

Историята на написването на прошението е уточнена от Кузман Шапкарев. Той отхвърля версията, че кукушани подписали френски текст, подготвен от йезуитите, изпроводен им от Цариград. Според сведенията му изпратеният им от Цариград от Драган Цанков проект на прошението, написан на френски и на български, бил много по-ограничителен и не им харесал. Кукушани изхвърлят от него два члена, които давали на папата право да се намесва в църквите и училищата, преправят го и подписват не френския оригинален текст, а преправения български. Според спомените на Васил Манчев първоначалният вариант на текста бил написан от йеромонах Партений от българската църква в Галата и предаден от самия Манчев на Драган Цанков.
Делегация на кукушките първенци представя обръщението, чрез католическия представител Дюрок, пред френския консул в Солун, като към подписания български текст прилагат и френския, но неподписан, а французите мислят, че двата са според френското съдържание. Френският консул телеграфира в Париж и след няколко часа получава отговор „да даде пълно покровителство“.
Кукушките българи предприемат тази стъпка с пълното съзнание, че вече са изчерпани всички средства в усилията да получат от Вселенската патриаршия признание на правото си да имат свой български владика, а църковната служба в епархията да се извършва на роден български език. Събитията в Кукуш имат ограничен отклик и в някои други български краища. Постъпката на кукушките българи смущава не само висшите духовници във Вселенската патриаршия. Смутени са и българските първенци в Цариград. Те се страхуват, че е заплашено религиозното единство на българския народ.

### Отказване
Обединени от общата католическа опасност, Българската църковна община в Цариград и Вселенската патриаршия установяват временно, негласно споразумение за единодействие. По общото съгласие на двете страни патриархът изпраща в Кукуш своя личен противник епископ Иларион Макариополски, за да опита да върне кукушани в православната църква. Нов владика, назначен от католическата църква, те още нямали. Същевременно там отива и главният ръководител на католическата пропаганда в Цариград, отец Йожен Борѐ, придружен от Васил Манчев като преводач и представител на българите, желаещи да се присъединят. Докато обсъждат с Боре как уж да привлекат цялата епархия към унията, кукушани преговарят с Иларион като с партиаршески пълномощник и накрая обещават да се оттеглят от унията при условие, че Цариградската патриаршия им даде посочен от тях български владика.
Най-напред решават да посочат самия Иларион Макариополски, но после размислят и посочват Партений Зографски, обяснявайки на Иларион следното:„Ваше в.[исоко] преосвянщенство! Два пъти си бил на заточение; а ако сега те проводят третий път, ние не сме в състояние да те избавим. Ти не прилича да бъдеш наш владика – епископ; тебе ти стои и прилича да станеш български патриарх; иди в Цариград, прогласи независимостта на българската йерархия, стани български патриарх, та ако отидеш на заточение, да отидеш поне като патриарх; и ако пострадаеш, да пострадаеш за цял български народ, а не за един Кукуш наш, за една шепа люде.“ Кукушани смятат, че тогава Иларион Макариополски възприема идеята за независима българска църква, за която скоро започва да работи. С подписания от кукушани документ с посоченото условие той се връща в Цариград.
Това условие в очите на Вселенската патриаршия е било равносилно на поражение, но тя не е можела да постъпи иначе, освен да го приеме, тъй като един отказ от нейна страна би означавал едно незабавно възобновяване на Униатското движение, тоя път с особена сила и с много по-тежки последици. Така градът Кукуш извършва исторически пробив в борбата за самостоятелна църква. Според Тончо Жечев, на ловкостта и безскрупулността на Нако Станишев в политическата игра, когато се отнася за патриотичната национална цел, би могъл да завиди и Драган Цанков. Кукушкият първенец бил „готов да използва всякакви средства и умело шантажирал патриаршията и гръцкото духовенство с мисионерите, както и мисионерите с руската помощ и с протаканията, половинчатостите на кукушките стремления към папата и католицизма“, „играел хитроумна угра с униятските и католическите дейци“.
Изпълнявайки условието за спиране на Униатскато движение, на 29 октомври 1859 г. Партений Зографски е ръкоположен от солунския гръцки митрополит Неофит Византийски в църквата „Свети Георги“ в Цариград за епископ на Поленинско-кукушката епархия, като пеенето в църквата е на гръцки и на църковнославянски. Това назначение на българин за владика е посрещнато с възторг в Кукуш, където той пристига в първите дни на ноември. Тогава се налага католическият владика Боре, преседял в Кукуш цели 40 дни, да си замине „заедно с всичко католическо“, макар че кукушани го изпровождат много тържествено.

### Значение
Кукушката уния и постигнатата като резултат от нея цел на кукушаните – градът им пръв измежду всички български градове успява да се наложи на патриаршията и да разреши за себе си църковния въпрос – има силно отражение. Независимо от оценките за правилността на действията им, скъсването с патриаршията само по себе си е революционен акт, който дава насоката на борбата против патриаршията в общобългарски мащаб. Постъпката им въздейства на ръководителите на църковната борба да преминат към по-смели действия.
Смята се, че именно разговорите на Иларион Макариополски в Кукуш са го подтикнали съвсем скоро да скъса с патриаршията и да поведе борба за самостоятелна българска екзархия. След победата на кукушани той извиква в Цариград техния водач Нако Станишев, според чийто разказ пред Кузман Шапкарев (който, познавайки честността му и омразата към лъжата, му вярва безусловно) уж за да даде разяснения по църковните им работи и унията, а всъщност за да повтори и там казаните насърчителните думи за църковната независимост. През пролетта на 1860 година в Цариград Нако Станишев освен с българските първенци има срещи и с дипломатически представители и обяснява своята позиция: „Ние, господа, се борим с гърците за църковните си правдини и ги искаме от Патриаршията. Но възможно ли е некога един похитител да върне назад похитеното, комуто принадлежи то, без да се упражни върху него външен натиск, външна сила? Никога! Още сто години да искаме правдини от Патриархията, уверявам ви, господа, нема да ги получим“ и заключава, че трябва да се иска независима църковна йерархия не от патриарха, а от турското правителство. А на недоволството на руския посланик Новиков от кукушани му отвръща, че години наред са молели за помощ, обръщали са се напразно и лично към него, а западните веднага са се отзовали.
Както отбелязва Туше Влахов, не толкова тези внушения, колкото самият пример на кукушани и разигралите се в Кукуш събития повлияват на навлизането в нова, по-решителна фаза на църковната борба. Самият Иларион Макариополски изтъква направената поука: 
„Аз ходих в Кукуш и научих един нов урок. Нещеш ли един владика, изхвърли името му из черквите; нещеш ли патрика, същото направи.“
Тази идея е обсъждана и възприета от цариградските дейци по църковния въпрос и осъществена чрез Великденската акция на 3 април 1860 г., когато става скъсването с патриаршията.

## Втора уния
Партений наместо да изпълни помирителната роля, с която го натоварва Патриаршията, оглавява българската църковна борба, като разширява употребата на църковнославянски в богослужението и съдейства за отварянето на български училища в региона; освен това намалява владичината, която населението плаща, и така приходите от неговата епархия към солунската митрополия силно намаляват. През 1861 – 1863 година той е отстранен от епархията по фалшиви обвинения, но след разследване е възстановен. Епархията е Поленинско-кукушка и той има много врагове в Дойран, където кликата на бившия владика Мелетий Византийски е влиятелна. Постепенно губи подкрепата и на първоначално стоящите зад него кукушки български първенци, като причината е в някои негови постъпки: укрива половината от парична помощ от Русия за кукушкото девическо училище и когато това излиза наяве, избухва негодуванието им, особено на Нако Станишев. Следващите помощи те уреждат да получат чрез други лица. Те не се оплакват от българския владика, но и не го подкрепят срещу противниците му, сред които е сърбинът учител Георги Милетич. Според Кузман Шапкарев несполучливият избор на първите народни пастири в Македония Партений Кукушки и Натанаил Охридски води до злощастното развитие на църковния въпрос и униатството. През лятото на 1865 г., в резултат на нападките, Партений премества седалището си от Кукуш в Дойран, а кукушани превръщат владишкия конак в девическо училище. През 1866 година вследствие на интриги той е принуден да напусне и Дойран; впоследствие патриаршията го назначава за нишавски (пиротски) митрополит, отдалечавайки го от Солун.
Повече от година Поленинско-кукушката епархия стои без владика, солунският митрополит не смее да назначи грък. По това време в Кукуш пак се заговорва за уния и за протестантизъм, най-вече по внушения, както пише Кузман Шапкарев, тогава учител там, от сърбина Георги Милетич. Нако Станишев обаче твърдо се възпротивлява, предупреждавайки хората, че „Ако гръцките нокти са косчени, католическите са челични“ и че „ако еднъж могохме да излъжем католиците, втори път, ако паднем в ръцете им, не ще можем да ги излъжем и да се измъкнем от ноктите им.“ През 1867 година обаче солунският митрополит за възползва от един критичен за Кукуш момент – в града е убит каймакаминът Абдулах бей, справедлив и лишен от фанатизъм управител, и въпреки че убийството е извършено от турци, а кукушани не са замесени, всички от 7 до 70-годишна възраст са подложени на разпити и репресиите сковават жителите в страх. Тогава митрополитът организира в Солун избор на нов владика – отново Мелетий, и Нако Станишев не успява да окаже съпротива. Целият град негодува, но тъй като явна съпротива е невъзможна, те избират друг път. Отказват напълно да признаят Мелетий чрез пълно неплащане на владичината му („абсолютно и конечно неплащане значи неприпознавание владиката; а който не го припознава, той не е длъжен и да му плаща.“ След това обаче турските власти, в съюз с фанариотите, започват да събират заедно с държавните данъци и владишките, а хората от Кукуш и околните села са заплашвани, бити, арестувани.
Вестта за признаването на Българската екзархия в 1870 година е посрещната с огромна радост в целия район. Според фермана обаче в македонските епархии, освен Велешката, трябва да се направи допитване (истилям) до населението и две трети от него да поискат влизане в екзархията. В Поленинско-кукушката епархия това допитване закъснява много – провежда се чак в 1875 година. От издаването на фермана до влизането му в сила цели две години се водят преговори между екзархията и патриаршията, приключили с разрив през 1872 г. (екзархистите са обявени за „схизматици“). През цялото това време кукушани се борят упорито с византийското духовенство, подлагани на репресии. От 1972 г. те настойчиво искат от екзархията да им изпрати български владика. Тя прави това чак в края на 1873 година – изпраща неофициално в Солун и Поленинско-кукушката епархия владиката Нил Изворов, но скоро под турски натиск, подбуден от патриаршията и руския посланик граф Игнатиев, го отзовава. Това предизвиква слухове, че се подготвя споразумение, в което Екзархията срещу признаване от Патриаршията се отказва от Македония.
Шест общини от района (Солунската, Дойранската, Воденската, Кукушката, Струмишката, Малешевската) въстават против Екзархията. Техни представители се събират през декември 1873 година в Солун и започват преговори с Нил Изворов, който не се подчинява на заповедта да напусне Солун и дава съгласието си да остане в Македония и да ги подкрепя в борбата им. В резултат Солунската, Воденската и Кукушката община искат от Екзархията на територията им да бъде учредена нова самостоятелна епархия, а епископ Нил да стане неин митрополит. След получения отказ от страна на Екзархията, общините се решават на крайни действия. Обръщат към британския посланик Хенри Елиът, за да бъдат приети в Англиканската църква начело със своя епископ Нил, но британската легация им отказва. Следва молба към британския консул в Солун Джон Илайджа Блънт, който според австро-унгарския консул Франц фон Кнапич отказва поради силното влияние на руския им колега Николай Якубовски. След отказа на англичаните те се обръщат към епископ Рафаил Попов, глава на Българската униатска църква, който отговаря положително. В началото на февруари 1874 г. Нил, придружен от един представител на епархията, пристига в Цариград и подписва документите за своето и на епархията преминаване към унията. Така се извършва т.нар. втора уния в Кукуш. Екзархисткият владика Нил става униатски владика. Масата от населението не подкрепя унията, но самият факт, че един владика я приема, има своето значение.
Допитванията (истиматите) са извършени чак в 1875 година. На тях населението масово се произнася за екзархията, което показва колко слабо е влиянието на униатството. Но Кукуш не получава екзархийски владика, а само екзархийски архиерейски наместник.